# 63 Dywizja Piechoty (III Rzesza)
63 Dywizja Piechoty(niem. 63. Infanterie-Division) – niemiecka dywizja z czasów II wojny światowej. Zgodnie z dokumentacją datowaną na 22 marca 1945 miała być skierowana na wybrzeże holenderskie, jednak nie została sformowana do końca i nigdy nie weszła do akcji. Dowódcą dywizji był początkowo generał porucznik Erich Diestel, którego później zastąpił pułkownik Polster.

## Struktura organizacyjna
Skład w marcu 1945:
- 160 pułk grenadierów
- 492 pułk grenadierów
- 625 pułk grenadierów
- 164 pułk artylerii
- 63 dywizyjny batalion fizylierów